# Verdrag van Jaffa (1192)
Het Verdrag van Jaffa is een op 2 september 1192 tussen koning Richard I van Engeland en Saladin gesloten wapenstilstand van drie jaar.
Hoewel Richard I uiteindelijk in de Slag bij Jaffa (conflict dat van 27 juli tot 8 augustus 1192 duurde) als overwinnaar uit de bus was gekomen, Jaffa had kunnen heroveren en Saladin op de vlucht was gedreven, zag hij zich door ziekte als door de intriges van zijn broer Jan zonder Land en koning Filips II van Frankrijk (die van Richards afwezigheid gebruik maakte om een groot deel van diens gebieden in Frankrijk in te palmen) gedwongen vrede te sluiten en naar Europa terug te keren. Daarom werden er gezanten naar Saladin uitgestuurd om over een wapenstilstand te onderhandelen.
De christenen behielden de kuststrook van Palestina, maar Jeruzalem bleef in moslimhanden en Askalon moest aan de moslims worden teruggegeven. Wel kregen de christenen een garantie voor ongehinderd bezoek aan Jeruzalem door christelijke pelgrims en kooplieden, terwijl moslims vrij door de christelijke gebieden mochten reizen. Met dit verdrag kwam er een einde aan de Derde Kruistocht.